# Catedral de Worcester
La catedral de Worcester es una catedral anglicana en Worcester, Inglaterra, construida cerca del río Severn. Su nombre oficial es el de catedral de la iglesia de Cristo y la Bendita Virgen María de Worcester.
La Catedral de Worcester tiene un entorno pintoresco junto al río Severn, con las colinas de Malvern como telón de fondo. Fue iniciada como una abadía benedictina en 1084 por San Wulfstan, obispo de Worcester, reemplazando una iglesia monástica establecida por San Oswald, quien se convirtió en obispo en el año 961 d. C. Wulfstan asumió el cargo de obispo en 1062, poco antes de la Conquista Normanda, y fue el único obispo anglosajón que mantuvo su sede bajo el reinado de Guillermo el Conquistador. Creía que la conquista era un castigo merecido por los pecados de los ingleses. Los únicos restos del edificio de Wulfstan son partes de los transeptos y una cripta destinada al santuario de San Oswald.
Tras la invasión normanda, el rey Guillermo el Conquistador ordenó que se desmontaran y reconstruyeran en estilo normando muchos de los edificios de iglesias anglosajonas en Inglaterra. Worcester no fue una excepción. La cripta es prácticamente todo lo que queda intacto de la iglesia catedral construida por San Wulfstan en 1084, después de la conquista normanda. El resto del edificio sobre el nivel del suelo fue reconstruido a lo largo de los siglos en el estilo gótico medieval posterior.

## Historia
La catedral fue fundada en el año 680, con el obispo Bosel como su líder espiritual. La primera catedral fue construida en este período pero en la actualidad no queda nada de ella. La cripta existente data del siglo X de la era de san Osvaldo, obispo de Worcester. La catedral actual data de los siglos XII y XIII.
Los monjes y las monjas han estado presentes en la catedral desde el siglo VII (ver a Beda). El monasterio se convirtió en benedictino en la segunda mitad del siglo X (algún autor da un rango de tiempo de 974 a 977, otro considera el año 969 como el más probable). Los monjes benedictinos fueron expulsados el 18 de enero de 1540 y fueron reemplazados por canónigos seculares.
La canonización de Wulfstan en 1203 llevó a un aumento de peregrinaciones, donaciones y construcción. La parte oriental de la catedral fue reconstruida a partir de 1224, en parte para albergar el santuario de San Wulfstan. El extremo oriental de la catedral se encuentra entre los primeros ejemplos de arquitectura gótica en Inglaterra. Consiste en un coro, transeptos orientales, retrocoro y la Capilla de la Virgen. El diseño con transeptos orientales sigue el modelo de Canterbury, Lincoln y Wells, y más tarde fue adoptado en Beverley, Southwell y Salisbury.
El obispo Thomas de Cantilupe (1218-1282) fue obispo de Hereford, además de canciller de la Universidad de Oxford en 1261 y canciller de Inglaterra en 1264. Su amigo Simon de Montfort (1208-1265) fue un líder de la oposición a Enrique III, y en 1264 convocó el primer parlamento directamente electo de la historia.
La antigua biblioteca monástica de Worcester tenía un número considerable de manuscritos que ahora están diseminados entre otras bibliotecas como las de Cambridge, Londres (Biblioteca Británica), Oxford (Biblioteca Bodleiana) y la actual biblioteca de la catedral de Worcester.
Después de la disolución de los monasterios, el edificio fue designado como catedral del clero secular. Fue objeto de un trabajo de restauración por Sir George Gilbert Scott y A. E. Perkins en la década de 1860, según la restauración victoriana. Ambos hombres están sepultados en la catedral.

## Arquitectura

### Retrocoro
Los alzados del retrocoro de tres tramos pertenecen al mismo grupo estilístico que los trabajos contemporáneos en Lincoln, Beverley y los transeptos de York en la década de 1220. En Worcester, la arcada inferior está compuesta por grandes aberturas apuntadas con múltiples arquivoltas que llegan hasta la cornisa, como en Lincoln, Beverley y York. También hay pilares completos de mármol Purbeck con capiteles foliados, como en el tramo único de la Capilla de la Virgen (los pilares en la Capilla de la Virgen llegan al suelo, mientras que en el retrocoro llegan hasta la arcada), columnas de Purbeck en el triforio y el claristorio, arcos apuntados emparejados situados dentro de arcos apuntados mayores en el triforio, una doble arcada sincopada y haces de pilares de Purbeck en el triforio (combinando los motivos de Beverley y York, ambos inspirados en Lincoln), y columnas de Purbeck situadas frente a las ventanas del claristorio, creando un alzado tridimensional, articulado y abierto, en la tradición de Canterbury, Lincoln y Winchester.
El mismo contraste entre el oscuro Purbeck y la piedra clara, como la arenisca roja, se puede encontrar en Worcester; aunque los detalles de la mampostería no son tan precisos como en Beverley o York, el efecto es muy similar. Los alzados del retrocoro en Worcester se iniciaron en 1224 por Alexander the Mason bajo el mandato del obispo William de Blois. Según John Harvey, es probable que el arquitecto sea el mismo Alexander the Mason que diseñó la nave de la Catedral de Lincoln.
En los pasillos del retrocoro, columnas separadas de Purbeck están colocadas frente a las ventanas, bajo bóvedas nervadas con pequeños bosses (claves decorativas). Los pilares del retrocoro tienen ocho columnas de Purbeck y ocho columnas más pequeñas con capiteles de crocket. En el triforio, el tímpano central (o espaldar) bajo cada uno de los arcos emparejados en cada tramo está decorado con esculturas similares a las de los pasillos del coro en Lincoln. La sincopación de una doble arcada se logra mediante una arcada ciega que corre a lo largo de la pared detrás de la arcada interior, un efecto similar al de los pasillos del coro en Lincoln.
La bóveda del retrocoro es una bóveda de tiercerones (o una bóveda cuatripartita con costillas transversales), con tres pares de tiercerones por tramo y un nervio longitudinal, cuyas costillas arrancan de los pilares completos de Purbeck que llegan hasta la base de los tímpanos en la arcada. Esta bóveda también tiene decoración realizada por George Gilbert Scott.

### Coro
La bóveda en el coro de cuatro tramos (ca. 1224) presenta la conocida bóveda cuatripartita combinada con arcos transversales de medio punto y un nervio longitudinal, como en el claustro de Chester, aunque ahora tiene una apariencia muy diferente debido a las pinturas en las severías diseñadas por Sir George Gilbert Scott en 1871, que incluyen costillas transversales adicionales pintadas en cada tramo.
Los alzados del coro, completados bajo el obispo Thomas de Cantilupe, son similares a los del retrocoro, con la característica doble arcada sincopada. Sin embargo, los tramos son más anchos y los arcos menos pronunciados, con haces de columnas de Purbeck y amplios arcos apuntados con múltiples arquivoltas que llegan hasta la cornisa, como en Lincoln, y columnas de Purbeck que se elevan desde ménsulas en la base de los tímpanos. Las molduras de los arcos, las más elaboradas de cualquier iglesia gótica inglesa, contienen un hueco donde podría encontrarse un rollo, como ocurre en el retrocoro. Esculturas de ángeles músicos en el triforio sur del coro anticipan a los ángeles músicos del Angel Choir en la catedral de Lincoln.

### Crucero y transeptos
El trabajo en el crucero y los transeptos data de alrededor de 1375. La torre fue construida entre 1357 y 1374 por John Clyve (1362-1392). La bóveda del crucero es una bóveda sexpartita centralizada; las severías contienen decoraciones pintadas por Sir George Gilbert Scott. El transepto suroeste contiene una bóveda de ligadura y una reja de piedra de estilo perpendicular temprano en los alzados, ambas de alrededor de 1375, que se añadieron a la arquitectura normanda original de alrededor de 1185. La reja de piedra llena las paredes por debajo de un alto nivel de claristorio retranqueado.
La bóveda es una bóveda cuatripartita con gruesas costillas diagonales que arrancan de ménsulas en la base del nivel del claristorio, con un nervio longitudinal delgado y costillas transversales delgadas que conectan los cabezales de las ventanas del claristorio. Además, hay cortos terceletes que se extienden desde los ejes exteriores de las molduras de las ventanas en cada tramo y se extienden hasta las gruesas costillas diagonales y las costillas transversales delgadas entre los cabezales de las ventanas, formando un patrón en zigzag a lo largo de los bordes de la bóveda.
La bóveda es, por lo tanto, un punto intermedio tentativo entre la bóveda del primer gótico inglés y las complejas bóvedas de ligadura del período curvilíneo. La bóveda del transepto suroeste parece anacrónica en relación con los paneles propios del gótico perpendicular en los alzados. Las severías están compuestas por ladrillos de arenisca roja oscura y clara expuestos, al igual que los nervios, lo que le da a la bóveda una apariencia más tectónica que decorativa, nuevamente en contraste con los paneles perpendiculares de los alzados.
Los transeptos orientales (transepto noreste) continúan los esquemas de alzados y bóvedas del coro y retrocoro del período del primer gótico inglés.

## La catedral como panteón funerario
Tiene la distinción de contener la tumba de Juan I de Inglaterra. Antes de morir en Newark en 1216, Juan pidió ser sepultado en Worcester.
La catedral tiene un memorial, la capilla del Príncipe Arturo, en honor de Arturo Tudor, quien está sepultado ahí. El hermano menor de Arturo y el siguiente en la línea de sucesión al trono era Enrique VIII. La Catedral de Worcester se salvó de ser destruida por Enrique VIII durante la Reforma inglesa por contener la capilla de su hermano.
Otros famosos sepulcros incluyen al del primer ministro Stanley Baldwin (1867-1947), el obispo de Worcester John Gauden (1605-1662) y Richard Edes (d.1604), un capellán de Isabel I de Inglaterra y Jacobo I.

## Eventos
La catedral de Worcester es la sede anual de las ceremonias de graduación de la Universidad de Worcester.

## Galería de imágenes

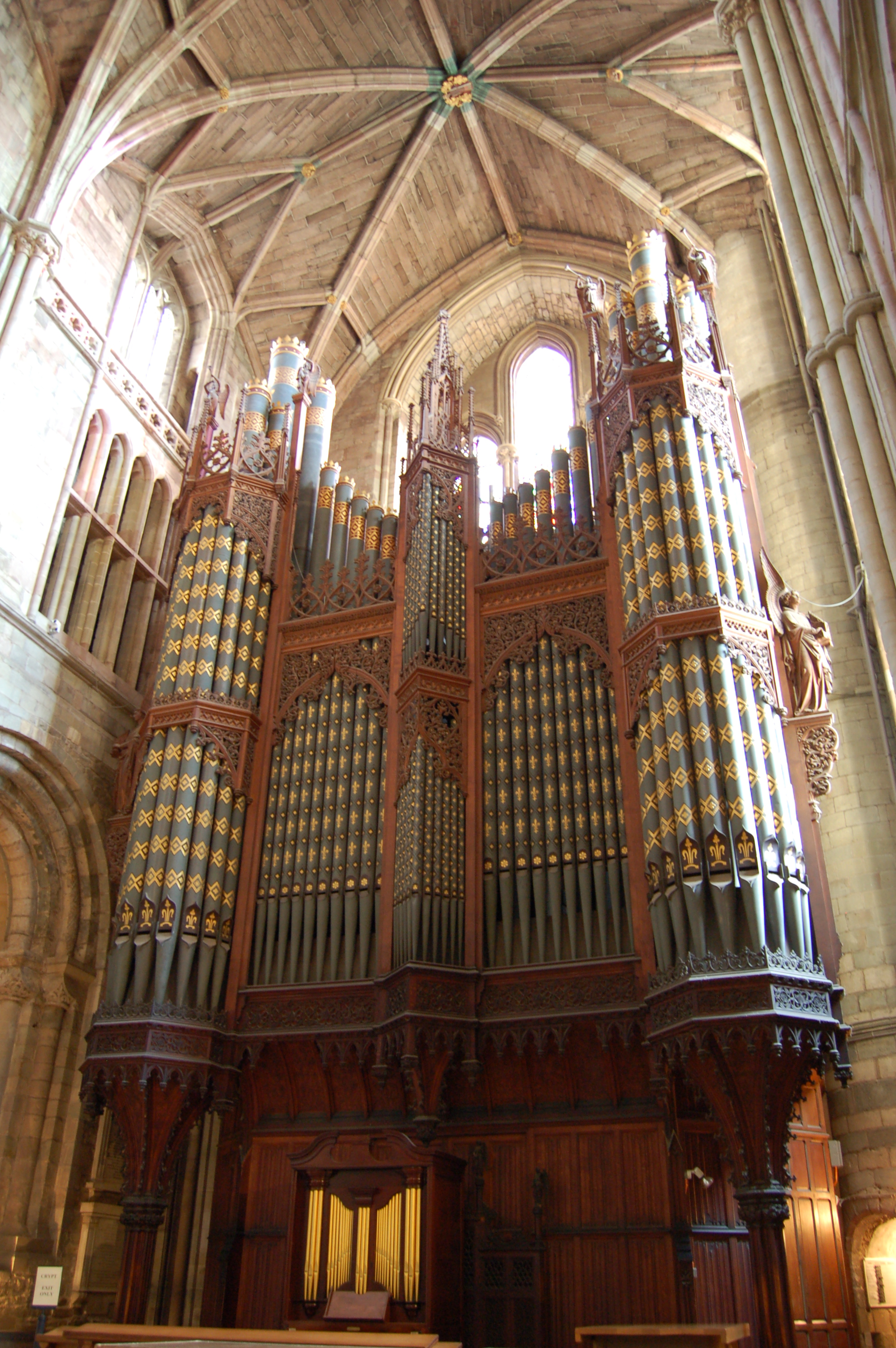
El órgano de la catedral
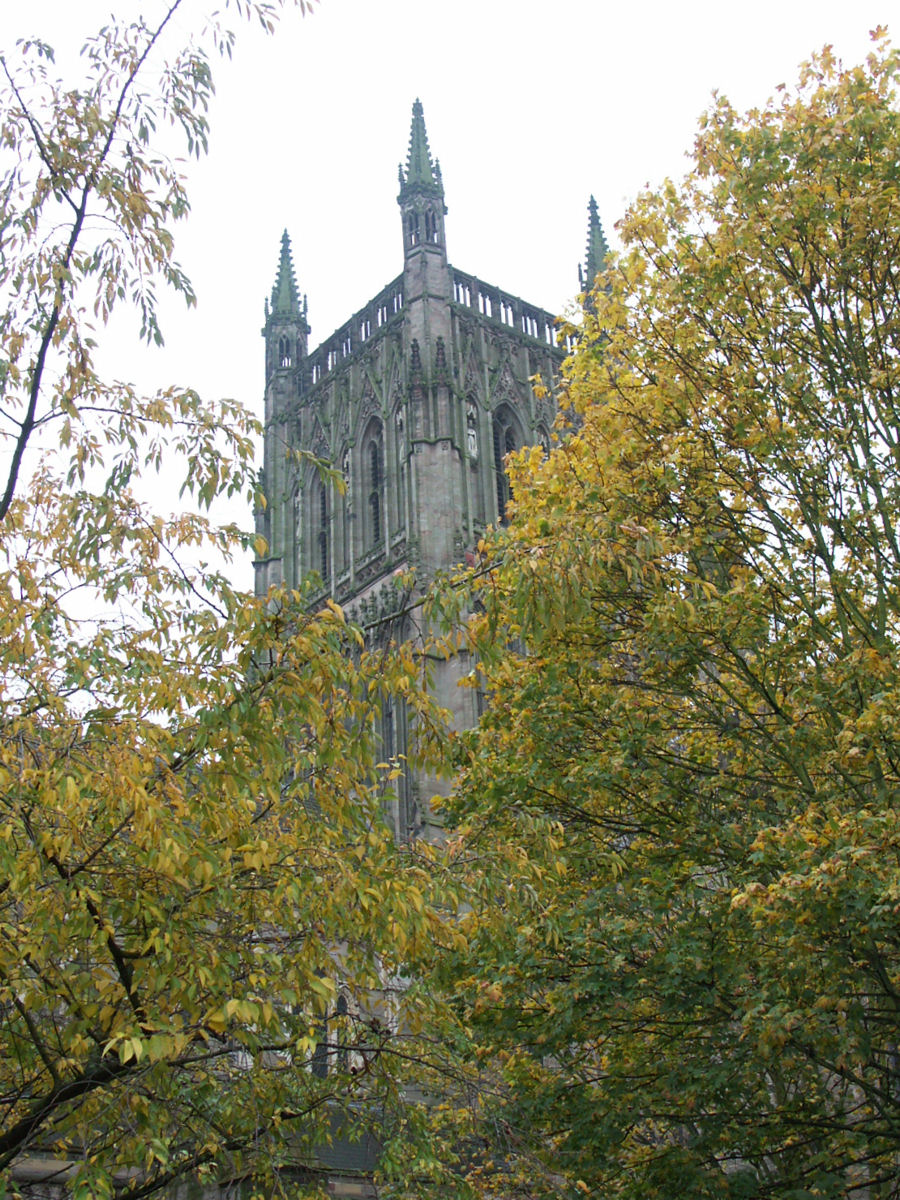
La Torre
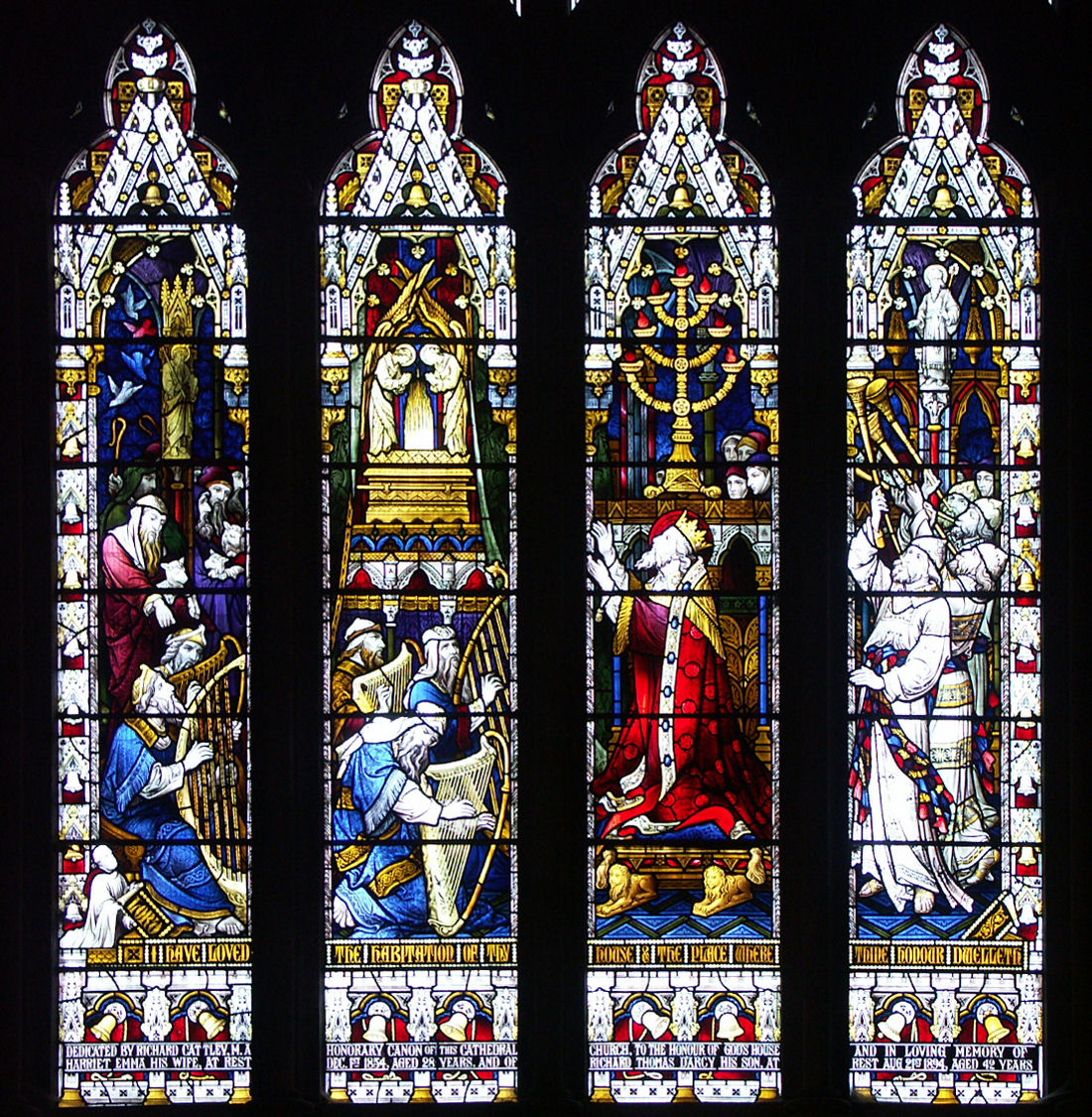
Ventanas de la catedral
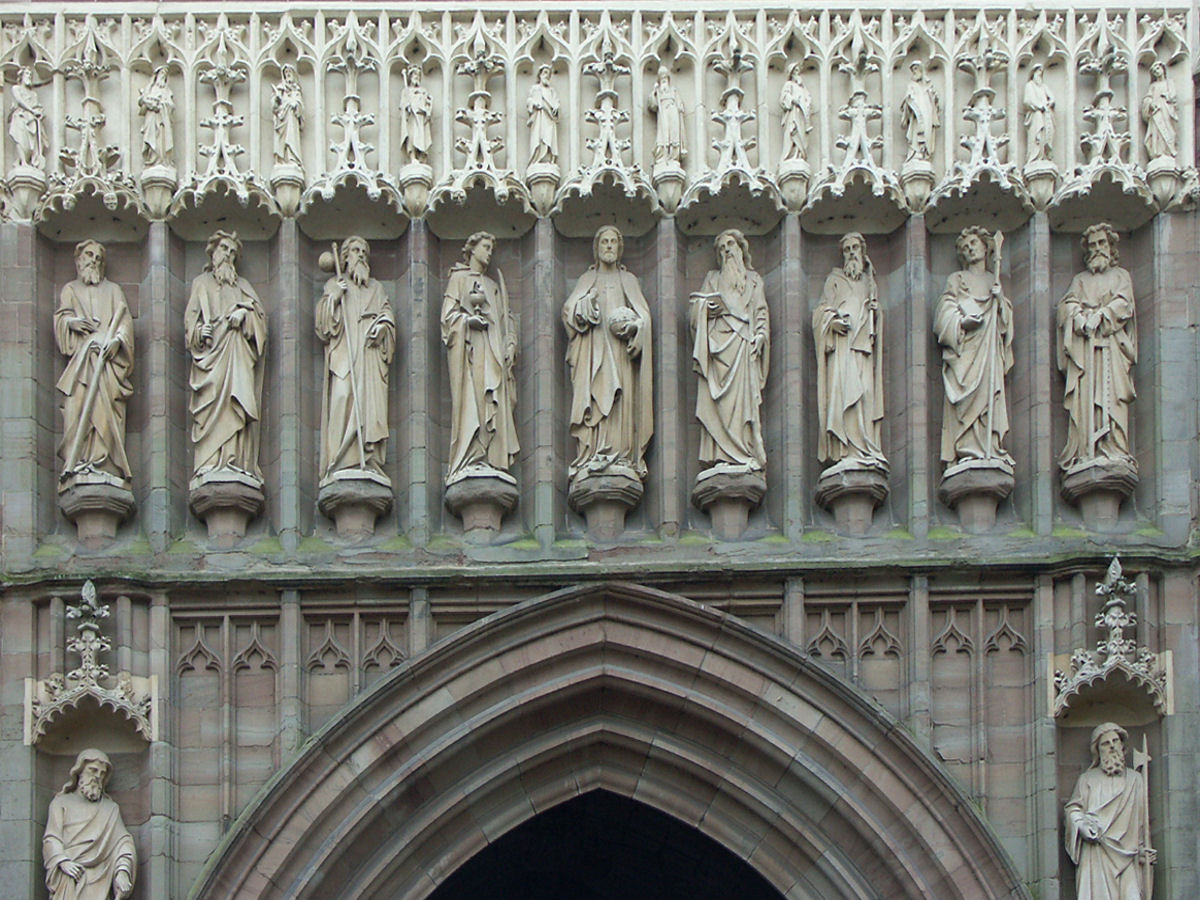
Estatuas del portal
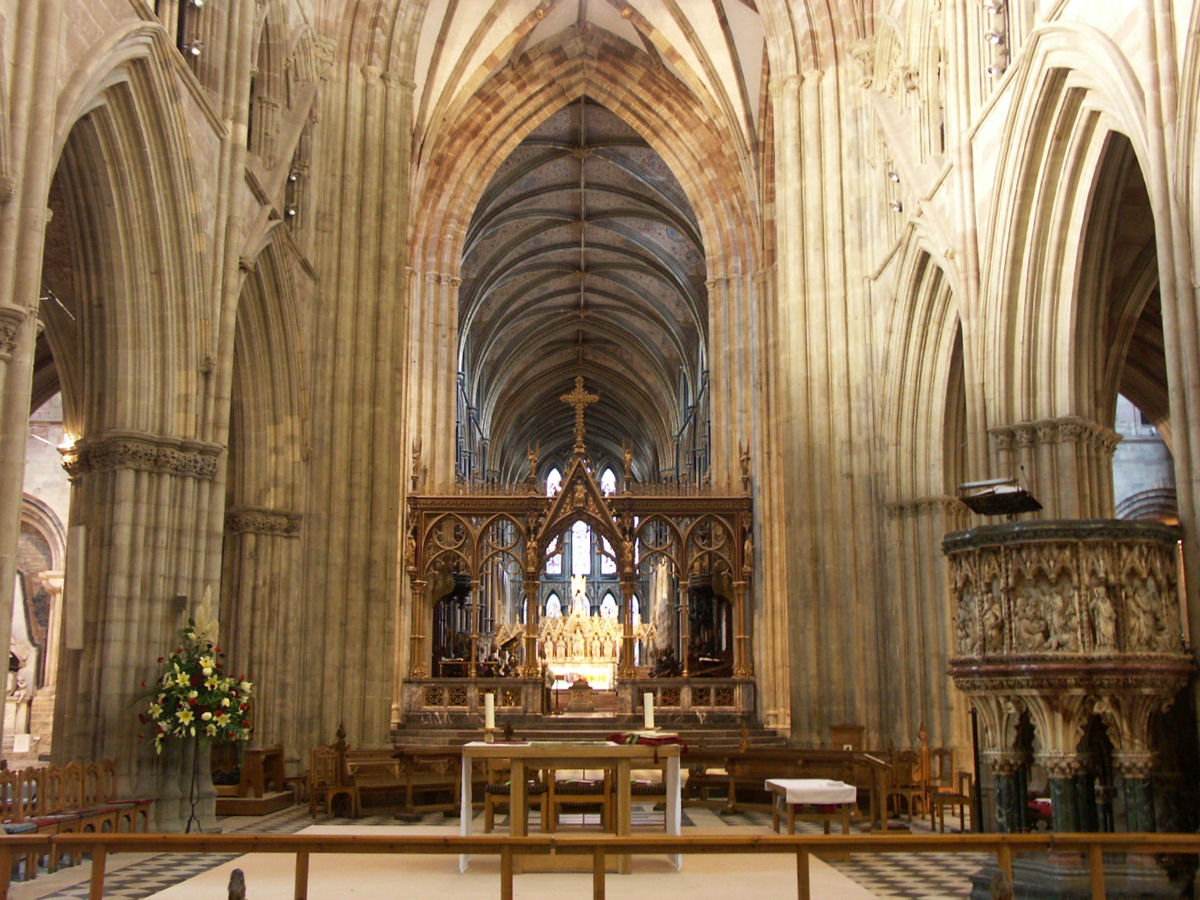
El área del altar
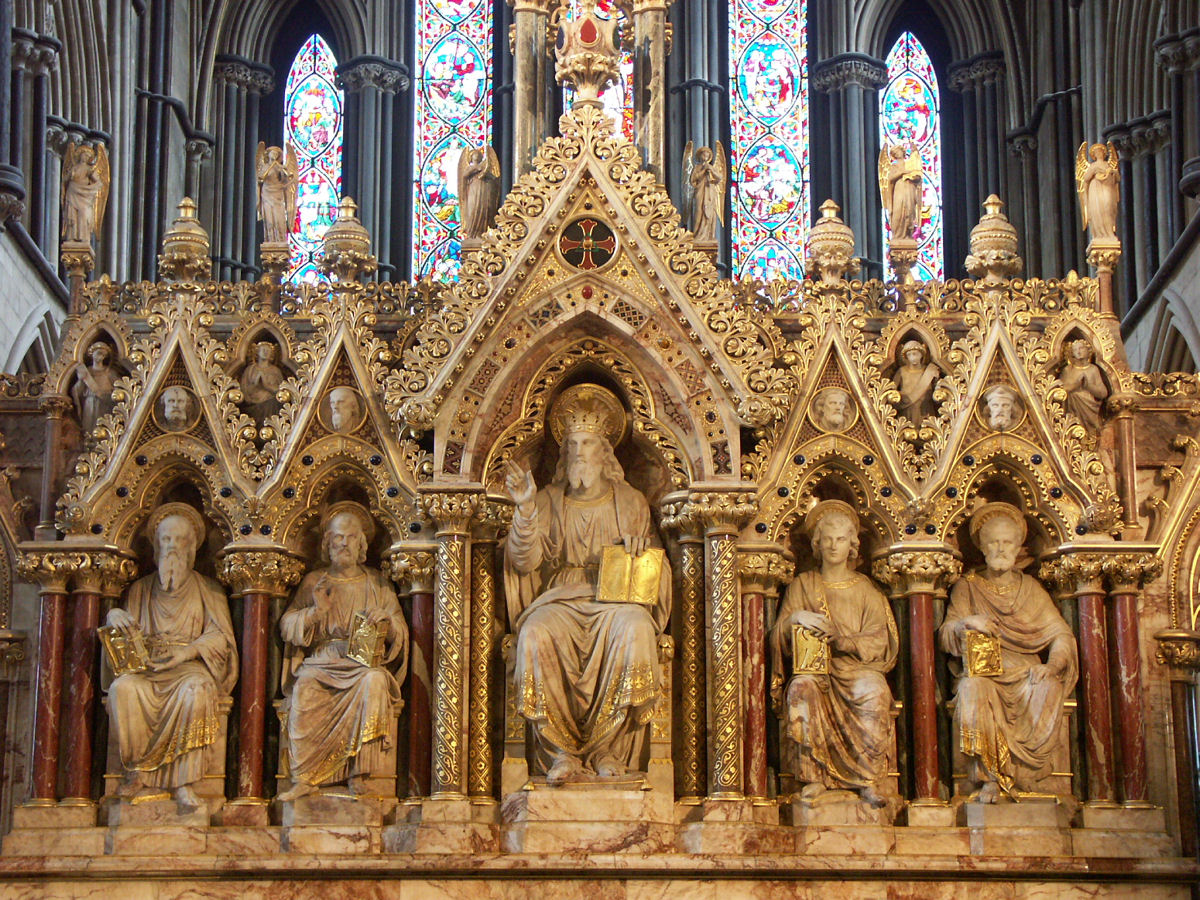
El altar
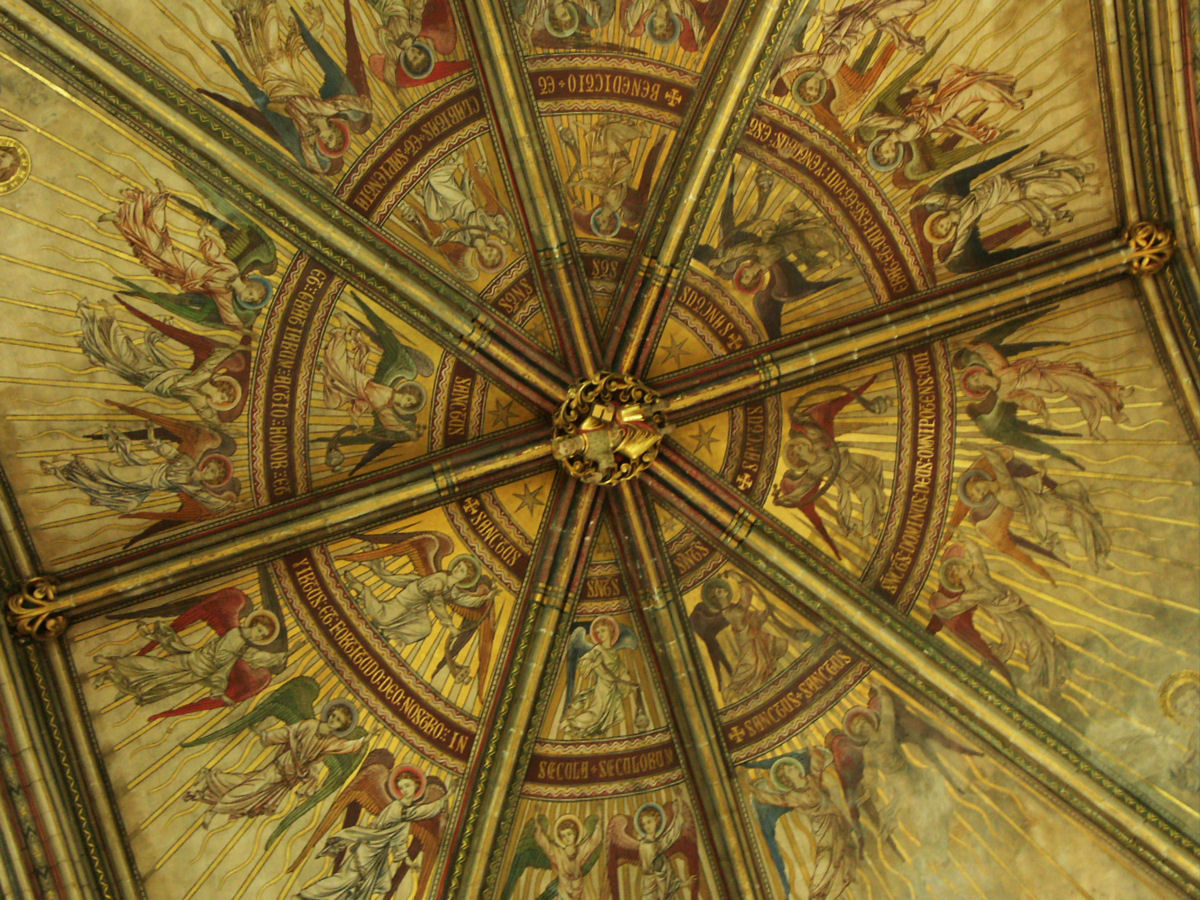
Techo pintado
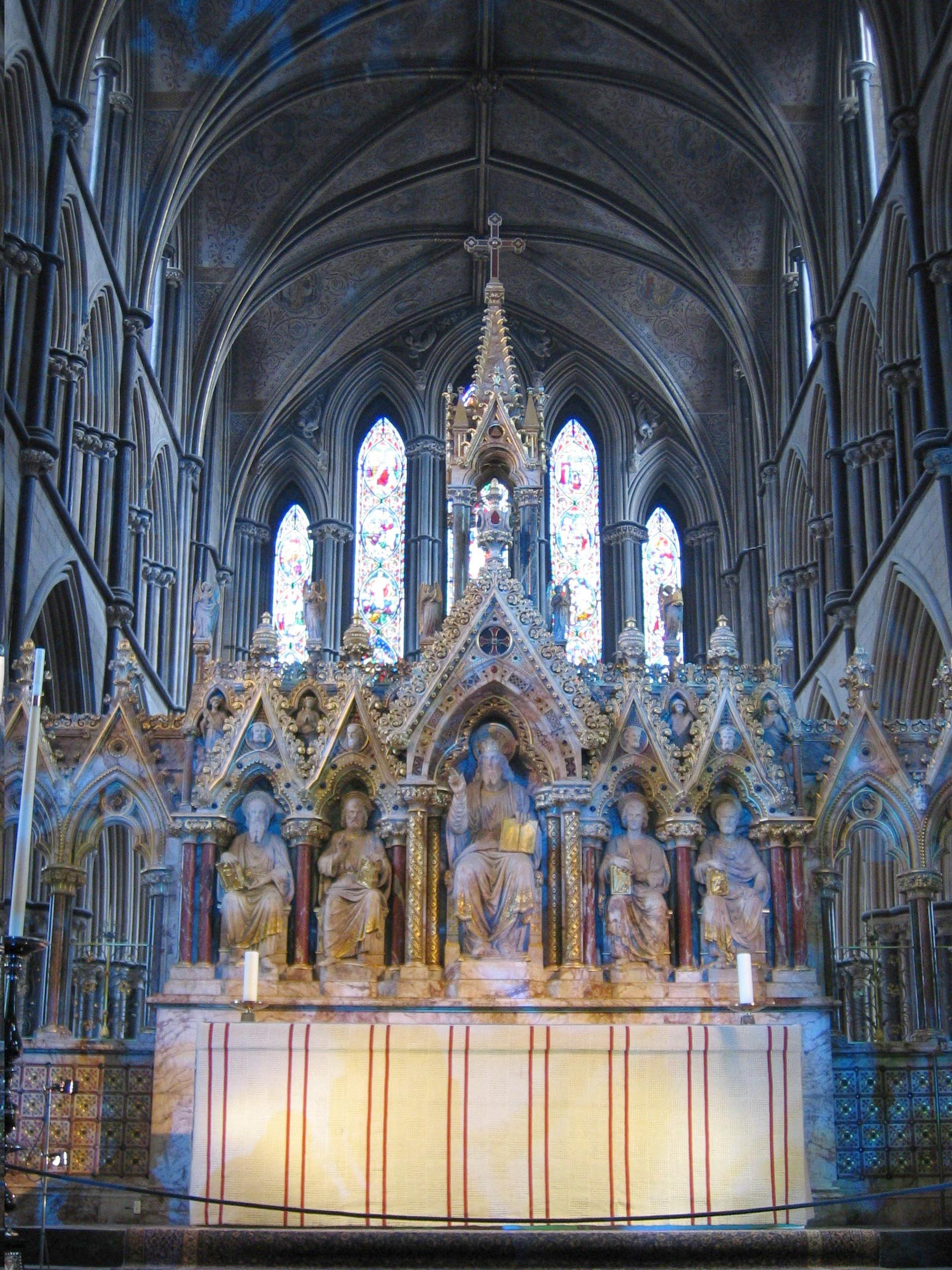
Otra toma del altar
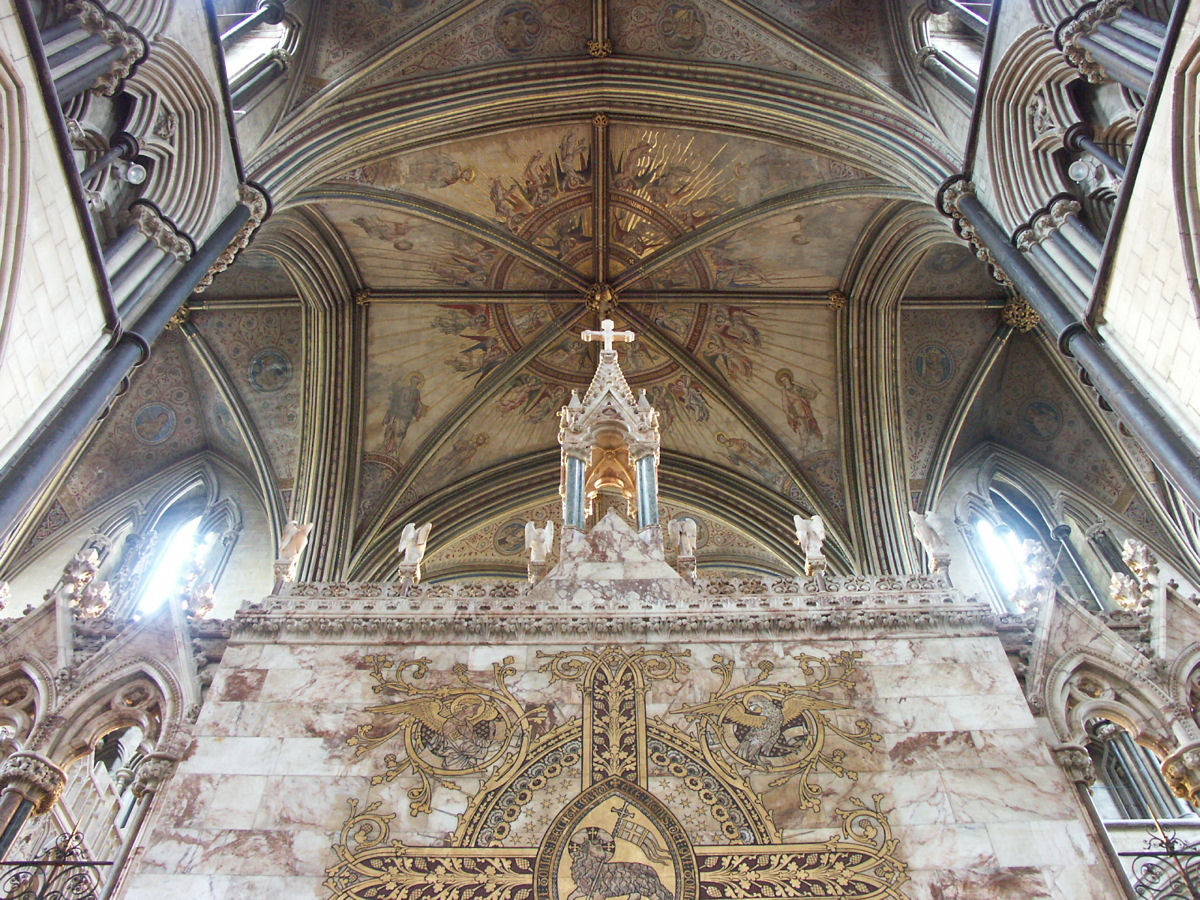
Detrás del altar
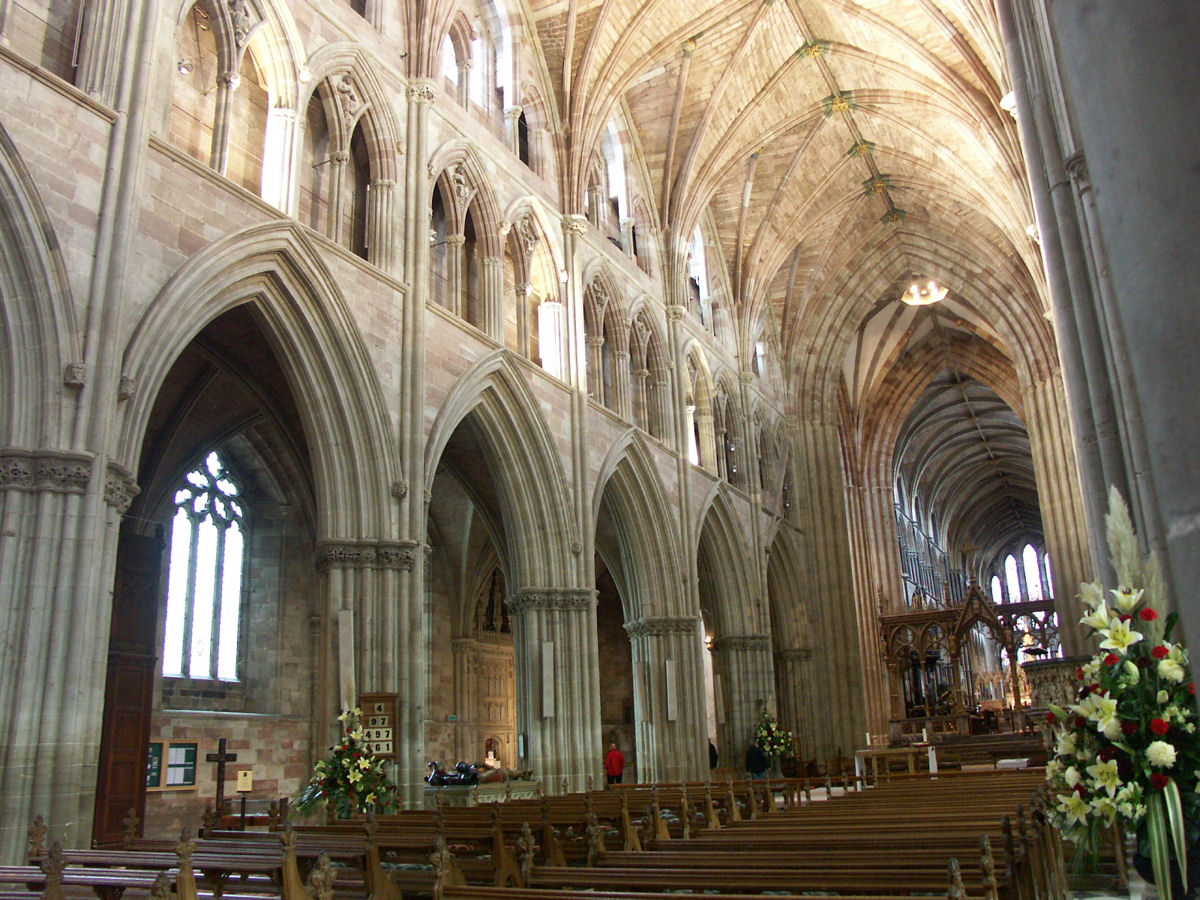
Nave gótica